# USS Pennsylvania (ACR-4)

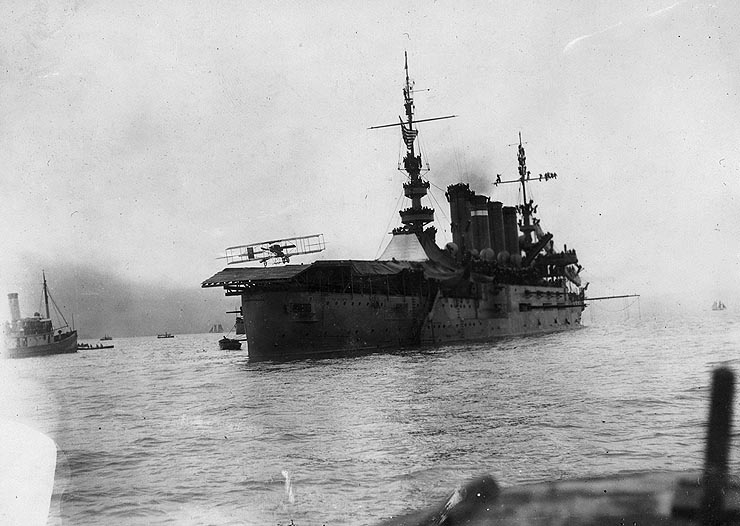
Lądowanie Eugene Ely na platformie na USS "Pennsylvania"

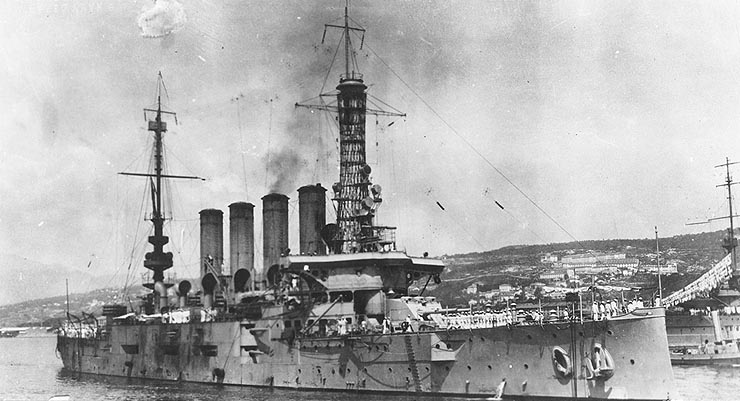
USS "Pittsburgh" (CA-4)

USS Pittsburgh (ACR-4) (do 1912 USS Pennsylvania (ACR-4)) – amerykański krążownik pancerny, pierwsza jednostka typu Pittsburgh (eks Pennsylvania).
Stępkę położono 7 sierpnia 1901 w stoczni William Cramp and Sons w Filadelfii, zwodowany 22 sierpnia 1903 roku, wszedł do służby 3 marca 1905 roku z oznaczeniem ACR-4 (Armored Cruiser no. 4).
Z początku operował na wybrzeżu atlantyckim Stanów Zjednoczonych, 
od sierpnia 1906 przeszedł do służby na Dalekim Wschodzie.
Rok później USS "Pennsylvania" powrócił do Kalifornii i rozpoczął służbę wzdłuż wybrzeża Pacyfiku obu kontynentów amerykańskich.
18 stycznia 1911 roku na drewnianej platformie zamontowanej na rufie okrętu wylądował Eugene Ely na dwupłacie Curtiss - było to pierwsze udane lądowanie samolotu na pokładzie okrętu.
Od połowy 1911 do połowy 1913 pozostawał w rezerwie, w tym czasie (27 sierpnia 1912) zmieniono nazwę okrętu na USS "Pittsburgh" (nazwę "Pennsylvania" otrzymał nowy pancernik).
Po przystąpieniu Stanów Zjednoczonych do wojny w 1917, jako okręt flagowy Eskadry Krążowników Pancernych admirała Williama B. Capertona, patrolował wody Ameryki Południowej.
W czerwcu 1919 roku rozpoczął dwuletnią służbę na wodach europejskich, początkowo w basenie Morza Śródziemnego, w  czerwcu 1920 zawitał także na Bałtyk. W 1920, po wprowadzeniu nowych oznaczeń kodowych okrętów przez US Navy, otrzymał oznaczenie CA-4.
Po powrocie do Ameryki w 1921, jesienią 1922 "Pittsburgh" ponownie wysłany został do Europy jako okręt flagowy amerykańskich Sił Morskich w Europie. W połowie 1926 po remoncie wyruszył na Daleki Wschód jako okręt flagowy Floty Azjatyckiej. W styczniu 1927 jego marynarze i piechota morska chronili ludność amerykańską i innych cudzoziemców podczas rozruchów w Szanghaju. W czerwcu 1931 powrócił do Stanów Zjednoczonych. 10 lipca 1931 roku został wycofany ze służby, a w grudniu sprzedany na złom.

## Dane techniczne
- uzbrojenie:
  - 4 działa kalibru 203 mm (w 2 wieżach dwudziałowych na dziobie i rufie)
  - 14 dział kalibru 152 mm (w kazamatach)
  - 18 dział kalibru 76 mm
  - 12 dział kalibru 47 mm
  - 2 wyrzutnie torpedowe kalibru 450 mm
- pancerz:
  - burtowy - 152 mm
  - pokładowy - 102 mm
  - wieże artylerii głównej - 203 mm